# گاوهای چنگ‌انداز به کاه
گاوهای چنگ‌انداز به کاه یا گاوهایی که به کاه چنگ می‌زنند (انگلیسی: Beasts Clawing at Straws) یک فیلم هیجان‌انگیز جنایی، ساختهٔ کره جنوبی در سال ۲۰۲۰ است که توسط کیم یونگ هون به عنوان اولین فیلم بلند سینمایی خود (به عنوان نویسنده و کارگردان) ساخته شده‌است. این فیلم بر اساس رمانی ژاپنی به همین نام، نوشتهٔ کیسوکه سون در سال ۲۰۱۱ ساخته شده‌است.
جیون دو-یون، جونگ وو-سونگ، یون یو-جونگ، به سونگ-وو، شین هیون بین، جونگ مان-شیک، جین کیونگ و جونگ گا-رام در این فیلم بازی کردند. این فیلم در ۱۹ فوریه سال ۲۰۲۰ منتشر شد.
این فیلم در چهل و نهمین جشنوارهٔ بین‌المللی فیلم روتردام برندهٔ جایزهٔ ببر شد.

## داستان
هشت غریبه که از نظر اقتصادی درگیر هستند، پس از یافتن یک کیسه پول در یک سونا، با یکدیگر درگیر می‌شوند. این فیلم به شش فصل تقسیم شده‌است: بدهی، نزول‌خور، زنجیره غذایی، کوسه، لاکی استرایک و کیف پول.